# Château de Thoré
Le château de Thoré est un édifice situé à Aussillon, en France.

## Localisation
Le château est situé sur le territoire de la commune d'Aussillon, chemin de Thoré, dans le département du Tarn, en région Occitanie.

## Description
Le château de Thoré est une demeure construite pour l'industriel Armand Puech par l'architecte J. Pheulpin, en 1893-1894. Il est inspiré du modèle proposé par Eugène Viollet-le-Duc dans son ouvrage Histoire d'une maison, édité en 1873. Le décor porté d'origine a été conservé. Il est situé dans un parc à l'anglaise présentant un réseau élaboré d'assainissement d'anciens terrains marécageux (les pièces d'eau, les canalisations et les bassins). Ancienne installation hydroélectrique pour alimenter la maison. En cave, prototype de filtre pour eau potable, conçu par Armand Puech, qui devait être adopté par la ville de Paris et d'autres métropoles étrangères.

## Historique
Le château fait l'objet d'une inscription (éléments protégés : le château et le parc qui l'entoure avec la pièce d'eau et son île)  au titre des monuments historiques par arrêté du 13 août 2007.